# Disraeli Gears
Disraeli Gears je druhé album britské blues-rockové skupiny Cream. Vyšlo v listopadu 1967 a dosáhlo 5. příčky ve Spojeném království. Byl to i jejich americký průlom, kde se v roce 1968 dostalo na 4. pozici v žebříčku. Dvě skladby vyšly jako singly - "Strange Brew" a "Sunshine of Your Love". V této době se skupina vzdalovala od svých bluesových kořenů a blížila se k psychedelickému zvuku.
„Disraeliho přehazovačkou“ Cream přeřadili na vyšší rychlost a vzali své posluchače na jeden z nejskvělejších psychedelických výletů, jaké byly v 60. letech podniknuty. Nejen obal samotného alba, ale také jeho obsah je velmi barvitý, plný rozmanitých melodií a zvukových efektů. Skupina upozadila blues ve prospěch rockovějších aranží a větší tvrdosti skladeb. Každá z jedenácti písní je zcela osobitá, s nezaměnitelnou hudební i textovou složkou. Mezi nejproslulejší kusy z této desky se řadí "SWLABR", "Sunshine of Your Love" nebo "Tales of Brave Ulysses", ale i každá ze zbývajících skladeb se dá označit za nadprůměrnou (možná s výjimkou závěrečné písně "Mother´s Lament", kterou si skupina nahrála spíše pro pobavení). Svým druhým albem se Cream definitivně prosadili mezi rockové velikány své doby.

## Seznam skladeb (původní vydání 1967)

### Strana 1
1. "Strange Brew" (Eric Clapton, Felix Pappalardi, Gail Collins Pappalardi) – 2:46
2. "Sunshine of Your Love" (Clapton, Jack Bruce, Pete Brown) – 4:10
3. "World of Pain" (Pappalardi, Collins) – 3:03
4. "Dance the Night Away" (Bruce, Brown) – 3:34
5. "Blue Condition" (Ginger Baker) – 3:29

### Strana 2
1. "Tales of Brave Ulysses" (Clapton, Martin Sharp) – 2:46
2. "Swlabr" (Bruce, Brown) – 2:32
3. "We're Going Wrong" (Bruce) – 3:26
4. "Outside Woman Blues" (Blind Joe Reynolds, arr. Clapton) – 2:24
5. "Take It Back" (Bruce, Brown) – 3:05
6. "Mother's Lament" (Traditional, arr. Clapton, Bruce, Baker) – 1:47

## Sestava
- Eric Clapton - kytara, zpěv
- Jack Bruce - baskytara, harmonika, zpěv
- Ginger Baker - bicí, perkuse, zpěv